# مارغريت بيمبرتون
مارغريت بيمبرتون (بالإنجليزية: Margaret Pemberton)‏ (10 أبريل 1943، برادفورد في المملكة المتحدة)؛ روائية بريطانية.